# Parit Aman
Parit Aman is een bestuurslaag in het regentschap Rokan Hilir van de provincie Riau, Indonesië. Parit Aman telt 3127 inwoners (volkstelling 2010).